# Verdrag van Trianon
Het Verdrag van Trianon werd op 4 juni 1920 gesloten tussen de overwinnaars van de Eerste Wereldoorlog en de overgebleven rompstaat Hongarije.
Het verdrag is genoemd naar het in Versailles gelegen lustslot Grand Trianon, waar de ondertekening plaatsvond. Het was het vierde van de vijf Parijse voorstadsverdragen: eerder waren er al verdragen gesloten met Duitsland, Oostenrijk en Bulgarije. Turkije zou later nog volgen.
De Hongaarse delegatie, onder leiding van graaf Albert Apponyi, had zich ingesteld op moeilijke onderhandelingen, maar al snel bleek dat er niets te onderhandelen viel. Hongarije moest de geallieerde vredesvoorwaarden zonder noemenswaardige aanpassing accepteren.
Het land werd gereduceerd tot slechts 29% van zijn oorspronkelijke grondgebied.
- Het moest Zevenburgen (Transsylvanië), de oostelijke helft van het Banaat en de gebieden rond de steden Satu Mare (Szatmárnémeti) en Oradea (Nagyvárad) aan het koninkrijk Roemenië afstaan.
- Opper-Hongarije, bestaande uit het latere Slowakije en Karpato-Roethenië (Kárpátalja) ging naar Tsjecho-Slowakije.
- Het Koninkrijk der Serviërs, Kroaten en Slovenen, het latere Joegoslavië, kreeg Vojvodina, waaronder de westelijke helft van het Banaat, voorts Kroatië, dat voordien een semiautonoom deel van Transleithanië was, en nog enkele kleinere gebieden ten noorden daarvan: Prekmurje (Muravidék), Međimurje (Muraköz) en de Baranya-driehoek.
- Oostenrijk kreeg ten slotte een strook die later het Burgenland zou gaan heten.

Het grootste deel van de verloren gebieden werd niet bewoond door etnische Hongaren omdat er veel oorlogen waren geweest. Dit waren onder andere de Mongoolse invasies en verschillende oorlogen in de Balkan tijdens de terugval van het Ottomaanse rijk. Vele etnische Hongaren stierven in deze conflicten. Zo zagen de Slowaken, Roemenen en Zuid-Slaven hun nationale aspiraties verwezenlijkt worden. Door de eenzijdige manier waarop de grenzen bepaald werden, kwamen enkele miljoenen Hongaren buiten Hongarije te wonen (zie Hongaarse minderheden), vooral in Transsylvanië, de Vojvodina en langs de zuidgrens van Tsjecho-Slowakije. Ruwweg bleven ongeveer 3,3 miljoen Hongaren in de buurlanden achter. De Slavische en Roemeense minderheden in Hongarije bedroegen daarentegen ongeveer 0,3 miljoen personen. Verder telde Hongarije nog een grote groep (ca. 0,5 miljoen) Volksduitsers. In tegenspraak met de beloofde principes van president Woodrow Wilson hield het Verdrag van Trianon geen rekening met de feitelijke etnische samenstelling van Centraal-Europa. Van de aangekondigde zelfbeschikking kwam niets terecht na het referendum in en rond Sopron, waar de bevolking koos om bij Hongarije te horen.

## Effecten van het Verdrag van Trianon

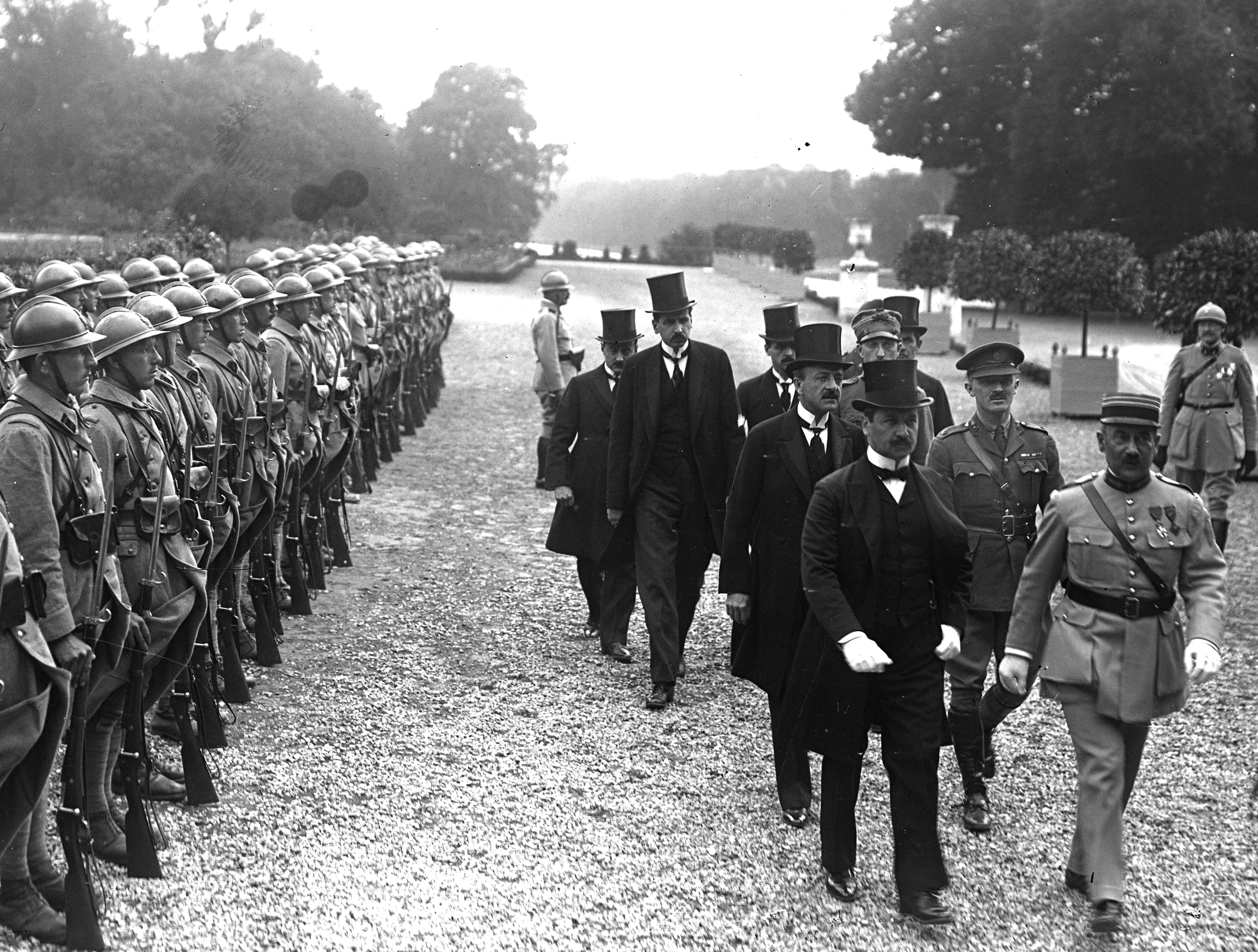
Aankomst van de twee Hongaarse ondertekenaars van het verdrag: Ágost Benárd (vooraan in cilinderhoed) en Alfréd Drasche-Lázár (daarachter)

Het verdrag heeft een niet te onderschatten schokeffect veroorzaakt in de Hongaarse maatschappij. Naast het menselijke leed van de van elkaar gescheiden families, werd deze schok mede veroorzaakt door de economische moeilijkheden die het verdrag had aangericht. In één klap viel de Hongaarse economie zonder grondstoffen, zonder middelen en zonder afzetmarkt. Hongarije verloor zijn meeste mijnen, bossen en bron van ruwe materialen. Ook het vroeger uitstekend georganiseerd spoorwegennetwerk werd lamgelegd door het feit dat de nieuwe grenzen systematisch de verbindingslijnen tussen de grote steden doorkruisten. Nu kon men alleen via Boedapest van de ene stad naar de andere sporen wat de binnenlandse transportkosten van mensen en goederen aanzienlijk verhoogde. Met Fiume had Hongarije ook zijn enige zeehaven verloren, waardoor de uitvoer naar het buitenland ook veel duurder werd. Bovendien nam de werkloosheid zorgwekkend toe: niet alleen door de ontslagen soldaten maar ook door de toevloed van honderdduizenden Hongaarse vluchtelingen die de etnische zuiveringen in de omringende nieuwe staten probeerden te ontvluchten. De zware schadeloosstelling die het land aan de overwinnaars moest betalen, maakte het onmogelijk om een financieel gezond beleid te voeren.
Het trauma van Trianon heeft het denken van hele generaties bepaald. De regeling werd en wordt in Hongarije uiterst onrechtvaardig gevonden en het streven naar aanpassing van het dictaat van Trianon - het Hongaars revisionisme - heeft de Hongaarse politiek lang belast. Er was tussen de wereldoorlogen geen enkele partij, groepering of klasse in de Hongaarse maatschappij die ongeacht hun politieke, religieuze of sociale positie de nieuwe grenzen van Hongarije definitief achtte. Er was een unanimiteit in het hele land over de afwijzing van Trianon. Internationaal probeerde men om de grenzen te herstellen en Hongarije weer te herenigen. De diplomatieke pogingen van Boedapest voor de herziening van het verdrag werden echter in Londen en Parijs afgewezen. Duitsland, Oostenrijk en Italië (de belangrijkste handelspartners van Hongarije) stonden hier daarentegen helemaal niet afwijzend tegenover. Bijgevolg voerde Hongarije in de jaren voor de Tweede Wereldoorlog een vriendschappelijke politiek met Hitlers nazi-Duitsland waarvan het de rechtzetting van het geschiede onrecht verwachtte.
De verzuchtingen van de Hongaarse diplomatie werden in de twee uitspraken van het internationale hof van Wenen (1938 en 1940) gedeeltelijk gehoord. De uitspraken werden opgelegd door Italië en Duitsland. De eerste verplichtte Tsjecho-Slowakije zich terug te trekken uit een strook land waar een Hongaarse meerderheid woonde en die weer af te staan aan Hongarije. In 1939 kon Hongarije zonder geweld de Hongaarse Karpato-Oekraïne of Karpato-Roethenië innemen. Een jaar later voorzag de tweede uitspraak van het hof ook in de aansluiting van Noord-Transsylvanië, waar de Hongaarse bevolking in de meerderheid was, bij Hongarije. In de opnieuw ingelijfde gebieden hebben de Hongaren wraak genomen voor de geleden wreedheden en werden duizenden Roemenen en Serviërs rancuneus vermoord of verjaagd.
In 1947 werden bij de Vrede van Parijs de grenzen van Trianon weer afgedwongen (met drie bijkomende dorpen die Hongarije moest afstaan aan Tsjecho-Slowakije) en kwamen er opnieuw wreedheden tegen de Hongaarse bevolking buiten de grenzen van Trianon. Kleine extreemrechtse groepen streven in Hongarije nog steeds herziening na; onder meer de MIÉP, de Hongaarse Partij voor Gerechtigheid en Leven (Magyar Igazság és Élet Pártja).
Het verdrag van Trianon werd niet geapprecieerd in Hongarije. Getuige daarvan de populaire leuze Nem, nem, soha! ("Nee, nee, nooit!"), die oorspronkelijk van Albert Apponyi kwam.

## Twee kanten
Hoewel het verdrag van Trianon veel impact heeft gehad op onder andere de Hongaarse (beroeps)bevolking, economie en politiek, zijn er wel bepaalde acties die hebben geleid tot het verdrag. Toen Hongarije in 1867 de dubbelmonarchie met Oostenrijk sloot kreeg Hongarije meer macht over de etnische minderheden binnen het Koninkrijk Hongarije. Omdat Hongarije gelooft dat voor rust en eenheid binnen het volk een eensgezinde staatscultuur en taal moest worden aangeleerd begon Hongarije met Magyariseren. Dit houdt in simpele woorden in dat de etnische minderheden onder druk de Hongaarse taal en cultuur moesten overnemen, waarbij soms zelfs geweld werd toegepast.
De Eerste Wereldoorlog bracht de minderheden een kans om voor henzelf op te staan. Toen de etnische minderheden tegen het einde van de Eerste Wereldoorlog waren aangesloten bij omliggende landen, vertekende dit de huidige grenzen van Hongarije. Ook was het nooit het doel van de geallieerden om Hongarije zo hard mogelijk te straffen, dit was namelijk om een groot Duits rijk te voorkomen. De geallieerden zagen de dubbelmonarchie juist als een stabiele factor binnen Europa en wilden helemaal niet dat deze uit elkaar zouden vallen. De geallieerden hebben zelfs een apart vredesverdrag geopperd, maar toen deze werd afgewezen door de dubbelmonarchie, die liever de Duitsers steunden, veranderde het doel van de geallieerden. Groot-Brittannië begon bijvoorbeeld actief propaganda te verspreiden tegen Hongarije, die zelfs de Hongaarse troepen hebben bereikt. 
Hongaarse revisionisten wilden dat het Verdrag van Trianon werd herzien, daarom ging Hongarije op zoek naar revisionistische grootmachten, zoals nazi-Duitsland en Fascistisch Italië. Samen met hun hulp wist Hongarije beetje bij beetje voormalig territorium terug te winnen. Na de Tweede Wereldoorlog werden de grenzen genadeloos teruggezet naar die van Trianon. 